# Cowboy Bebop
Pour les articles homonymes, voir Cowboy Bebop (homonymie), Cowboy et Bebop (homonymie).
Autre
Cowboy Bebop (カウボーイビバップ, Kaubōi Bibappu) est une série télévisée d'animation japonaise de 26 épisodes créée en 1998 par Sunrise et réalisée par Shin'ichirō Watanabe, qui fut adaptée en long métrage et en manga.
Cette série de science-fiction suit les aventures d'un groupe de chasseurs de primes voyageant dans un vaisseau spatial, le Bebop, en 2071. Elle est réalisée dans un style fortement influencé par la culture cinématographique américaine.
Cowboy Bebop fut un succès commercial au Japon et dans le monde entier, y compris en Amérique, en Europe et dans certaines régions d'Asie. Sony Pictures a diffusé le film Cowboy Bebop au cinéma sous le nom de Cowboy Bebop: Knockin' on Heaven's Door, suivi par une sortie DVD. La série fut diffusée en France sur Game One, Canal+ et NT1 aux États-Unis sur Cartoon Network et Adult Swim et sur Animax au Japon, en Asie de l'Est, en Asie du Sud-Est, en Asie du Sud, en Amérique latine et dans plusieurs autres pays. Deux séries de manga Cowboy Bebop ont été créées, fondées sur la série télévisée, ainsi que des jeux vidéo sur PlayStation et sur PlayStation 2.

## Synopsis
En 2071, l'équipage du vaisseau spatial Bebop voyage dans le système solaire à la recherche de primes. Dans l'argot de l'époque, ces chasseurs de primes sont appelés « cowboys ». La plupart des épisodes tournent autour d'une prime ; cependant, le centre de l'histoire concerne le passé de chaque personnage et d'anciens événements plus généraux, qui se connectent au fur et à mesure que la série progresse.
La première histoire est celle de Spike Spiegel, ancien membre d'une organisation criminelle, les Dragons Rouges, qui est hanté par un triangle amoureux qu'il a connu avec son ancien coéquipier aux Dragons Rouges, Vicious, et une mystérieuse femme nommée Julia.
La seconde histoire tourne autour de Faye Valentine, une joueuse endettée et amnésique réveillée d'un sommeil cryogénique, dont le passé est un mystère.
Les autres personnages ont aussi un passé à explorer : Jet Black, un ancien officier de l'agence de police interplanétaire ISSP et propriétaire du vaisseau (le Bebop), Edward, une jeune hackeuse surdouée et hyperactive, et Ein, un « chien data » échappé d'un laboratoire, possédant une intelligence supérieure mais se comportant la plupart du temps comme un chien normal.

## Personnages

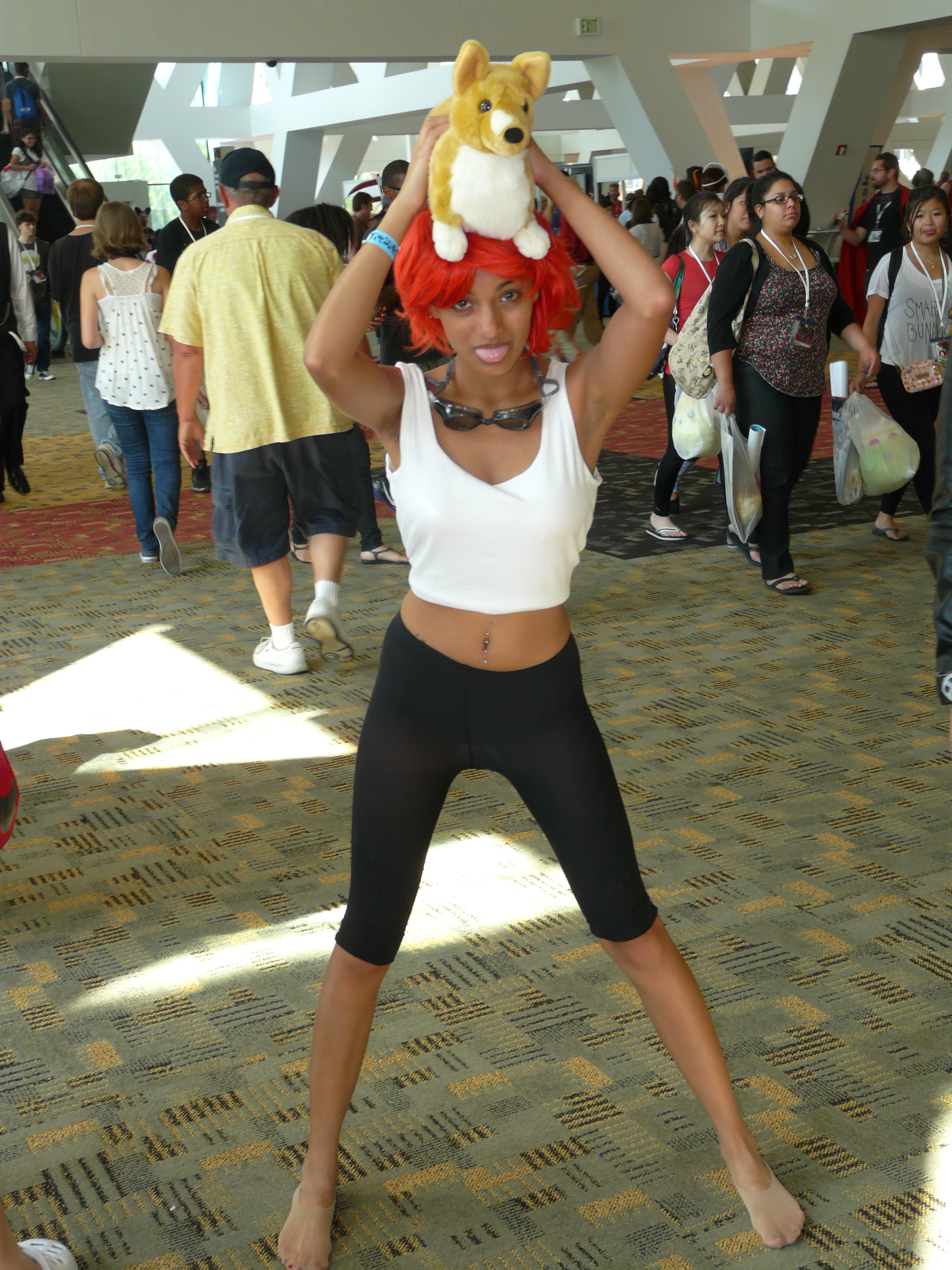
Un cosplay d'Ed à l'Otakon de 2012.

- Spike Spiegel est un chasseur de primes adepte des arts martiaux. Il porte habituellement un smoking bleu, avec une chemise jaune et des bottes inspirées de Lupin III. C'est un ancien membre de l'organisation Red Dragons (une organisation descendante des triades chinoises). Il se fit passer pour mort pour être avec Julia, mais son plan tourna mal et Spike se retrouvera finalement Cow-boy (chasseur de primes) avec l'ancien policier Jet Black. Durant ses aventures, il devra cohabiter avec Faye Valentine, la jeune hackeuse Ed, et le chien savant Ein en plus de son vieux camarade Jet.
- Jet Black est le coéquipier de Spike et propriétaire du Bebop, c'est un ancien agent de police de Ganymède. Jet fut autrefois inspecteur à l'Inter Solar System Police (ISSP) pendant de nombreuses années jusqu'à ce qu'il perde son bras gauche lors d'une enquête qui s'est mal déroulée quand son partenaire corrompu l'a trahi. Son bras fut remplacé par un membre cybernétique. Le personnage de Jet est l'exemple même de la figure paternelle de l'équipe.
- Faye Valentine est une jeune femme intéressée uniquement par l'argent. Elle a les cheveux mi-longs violets, et un gilet rouge par-dessus un ensemble très court jaune. Elle porte également un body-string noir. Au début de l'épisode no 15, l'on voit des hommes en combinaison manipuler un bloc dans lequel Faye est cryogénisée. Elle est réveillée en 2068, en parfait état de santé, mais totalement amnésique. Après avoir pris la fuite, elle parcourt l'espace à bord de son Redtail, escroquant ceux qu'elle croise pour éponger ses dettes et perdant presque immédiatement son argent aux courses. Sa rencontre avec Spike est fortuite, puisqu'elle le confond avec un contact dans un casino. Elle rejoindra ensuite le Bebop et son équipage.
- Ed de son nom complet Edward Wong Hau Pepelu Tivrusky IV est une jeune hackeuse de 13 ans. On ne sait pas grand-chose de ses origines, excepté le fait qu'elle a grandi dans un orphelinat après y avoir été abandonnée par son père.
- Ein est un Welsh Corgi Pembroke apporté sur le Bebop par Spike après ne pas avoir réussi à capturer une prime en l'utilisant. Ein est un « chien data » : alors que dans la série télévisée il possède une intelligence plus développée, le manga montre Ed ayant accès aux données stockées dans le cerveau de Ein via une interface où elle a une conversation avec un propriétaire humain.
- Julia est la femme dont Spike est amoureux, elle est commune au passé de Spike et de Vicious. Le triangle amoureux entre eux entraîna le départ de Spike des Dragons Rouges au lieu de se battre contre Vicious.
- Judy et Punch sont les présentateurs de l'émission télévisée Big Shot. Cette émission fournit des informations sur les diverses primes. Punch et Judy sont habillés en cowboy mais de manière exagérée.

## Fiche technique
La série fut créée par « Hajime Yatate », un pseudonyme collectif pour les membres de l'équipe de Sunrise, le studio d'animation qui a aussi développé Mobile Suit Gundam, The Big O, Outlaw Star (en) et Vision d'Escaflowne. Cowboy Bebop fut réalisé par Shin'ichirō Watanabe, aussi réalisateur de Macross Plus, Samurai Champloo et des deux courts métrages Une histoire de détective et L'Histoire du Kid pour Animatrix.
La musique de Cowboy Bebop fut entièrement composée par Yoko Kanno, aussi compositrice de Earth Girl Arjuna, Macross Plus, Vision d'Escaflowne, Ghost in the Shell: Stand Alone Complex et Wolf's Rain.
- Concept original : Hajime Yatate
- Scénariste : Keiko Nobumoto
- Character designer : Toshihiro Kawamoto
- Mechanical designer : Kimitoshi Yamane
- Set designer : Isamu Imakake
- Directeur artistique : Junichi Azuma
- Coordinateur coloriste : Shihoko Nakayama
- Directeur de la photographie : Yoichi Ohgami
- Directeur du son : Katsuyoshi Kobayashi
- Compositrice : Yōko Kanno
- Producteur de la musique : Toshiaki Ohta
- Directeurs de la musique : Shiro Sasaki & Yukako Inoue
- Producteurs : Masahiko Minami & Kazuhiko Ikeguchi
- Réalisateur : Shin'ichirō Watanabe
- Produit par Sunrise et Bandai Visual

## Distribution
- Kōichi Yamadera (VF : Yann Pichon) : Spike Spiegel
- Unshō Ishizuka (VF : Philippe Roullier) : Jet Black
- Megumi Hayashibara (VF : Bérangère Jean) : Faye Valentine
- Aoi Tada (en) (VF : Patricia Legrand) : Ed
- Norio Wakamoto (VF : Jacques Albaret) : Vicious
- Gara Takashima (VF : Susan Sindberg) : Julia
- Miyuki Ichijo (VF : Coco Noël) : Annie
- Masashi Hirose (VF : Hervé Furic) : Fad
- Kosei Tomita (VF : Michel Tugot-Doris) : Dr Bacchus
- Masashi Ebara (VF : Constantin Pappas) : Cowboy Andy
- Daisuke Gouri (VF : Patrick Pellegrin) : Fatty River

## Production
Au Japon, la série Cowboy Bebop a failli ne pas être diffusée à la télévision à cause de sa violence. Elle fut envoyée la première fois à TV Tokyo, l'un des principaux distributeurs d'anime au Japon. Cependant, à l'époque, en 1995, il y eut une controverse sur la sexualité et la violence dans les animes à cause de Neon Genesis Evangelion. Dans un premier temps, seuls les épisodes 2, 3, 7 à 15 et 18 ont été diffusés, du 3 avril au 19 juin 1998, sur TV Tokyo. Certains téléspectateurs ont blâmé le choix de TV Tokyo et l'épisode XX aurait été réalisé en signe de protestation (voir la liste des épisodes). Plus tard cette même année, la série fut diffusée entièrement du 23 octobre au 23 avril 1999 sur la chaîne satellite WOWOW. La série entière fut diffusée au Japon par la chaîne d'anime, Animax, qui l'a aussi diffusée sur ses chaînes en Asie du Sud-Est, Asie du Sud, Asie de l'Est, Amérique latine et dans d'autres régions. Cowboy Bebop fut assez populaire pour permettre la réalisation d'un long métrage, Cowboy Bebop: Knockin' on Heaven's Door (Cowboy Bebop: Tengoku no Tobira), diffusé au Japon en 2001 et aux États-Unis sous le nom de Cowboy Bebop: The Movie en 2003.
En 2001, Cowboy Bebop est le premier anime à être diffusé dans la programmation Adult Swim de Cartoon Network aux États-Unis. Il obtiens un succès tel qu'il continue à être diffusé jusqu'à aujourd'hui. Ce succès ouvre la voie à de nombreux anime matures, comme Inu-Yasha, Lupin III, Trigun, Blue Gender, Fullmetal Alchemist, FLCL, Witch Hunter Robin, Samurai Champloo, Wolf's Rain'.
- En France, Cowboy Bebop est diffusé lors de l'été 2000 sur Canal+.
- En Israël, Cowboy Bebop est diffusé durant les années 2001-2002 sur la programmation de nuit de Bip.
- Au Royaume-Uni, Cowboy Bebop est diffusé en 2003 ; c'est l'une des séries les plus appréciées sur la chaîne de dessins animés pour adultes, CNX.
- En Allemagne, Cowboy Bebop est diffusé durant les années 2003-2004 sur MTV.
- En Espagne, Cowboy Bebop est diffusé lors de l'été 2006 sur l'émission de nuit Cuatroesfera de Cuatro.
- Au Canada, Cowboy Bebop est finalement programmé pour faire ses débuts sur la jeune chaîne pour adultes Razer le 27 décembre 2006.
- En Pologne, Cowboy Bebop est diffusé plusieurs fois sur Hyper et TVP Kultura.

Bandai a édité un jeu vidéo Cowboy Bebop du genre shoot them up au Japon sur PlayStation en 1998. Un autre jeu est sorti sur PlayStation 2 au Japon, et la version anglaise destinée à l'Amérique du Nord était prévue pour le premier trimestre 2006 ; cependant, en juin 2006, sa sortie fut annulée.
En 1999, Dynamic Visions (actuellement Dybex) lance la série en VHS sur le marché francophone.
En 2005, sept ans après sa première diffusion au Japon, Cowboy Bebop fut finalement licencié et diffusé sur le marché anglais par Beez, une filiale de Bandai Entertainment.
Le 16 mai 2007, Dybex sort pour la France un coffret DVD collector limité à 5 000 exemplaires reprenant toute la série accompagnée de bonus exclusifs.
En 2008, une adaptation cinématographique en prises de vues réelles est attendue et sera produite par Erwin Stoff pour les studios FOX.
Un des éléments les plus notables de Cowboy Bebop est sa musique, généralement composée par Yoko Kanno et son groupe, The Seatbelts. Il ne serait pas exagéré de dire que la musique jazz/blues définit la série aussi bien que les personnages, l'histoire ou l'animation.
Yoko Kanno et The Seatbelts ont fait équipe avec Tim Jensen pour les paroles des chansons Ask DNA chantée par Raj Ramayya, Gotta knock a little harder chantée par Mai Yamane, Call me, call me chantée par Steve Conte et Is It Real? chantée par Scott Matthew.
Cowboy Bebop est élu par IGN en 2006 l'anime ayant la meilleure bande originale de tous les temps.

## Analyse
- D'après les auteurs, le personnage de Spike provient en grande partie de l'acteur japonais Yūsaku Matsuda dans la série télévisée et dans les films Detective Story. C'est de Matsuda que Spike a hérité sa coupe de cheveux unique et son physique.

- Selon les notes du designer des vaisseaux de la série, Kimitoshi Yamane, le vaisseau MONO de Spike, le Sword Fish II, a été inspiré des bombardiers-torpilleurs britanniques durant la Seconde Guerre mondiale, les Fairey Swordfish.

- De nombreux épisodes tirent leurs titres de chansons rock comme Hard Luck Woman, Bohemian Rhapsody, Sympathy for the Devil et Wild Horses

- Le vaisseau dans lequel évoluent les personnages tient son nom du bebop, un sous-genre du jazz.

## Exploitation

### CD
- Cowboy Bebop
- No Disc
- Blue
- Vitaminless'
- Cowgirl Ed
- Best of : TANK! The! Best!
- Box Set : CD box set - une compilation de morceaux des quatre premiers albums, et plusieurs morceaux non enregistrés précédemment ou live ainsi que des dialogues (en japonais).
- Remixes : Music for Freelance se déroule dans l'univers de la série et serait extrait d'une radio pirate, Radio Free Mars. Cet album comprend de nombreux remixes des morceaux de The Seatbelts extraits des quatre premiers albums, remixés par des DJs américains et britanniques populaires.

### Publications
Les deux mangas ont été édités au Japon par Kadokawa shoten, prépubliés au Japon par Asuka Fantasy DX et édités en France par Pika Édition.

#### Cowboy Bebop Shooting Star
- Date de parution : 1997 à 1999
- Auteur et mangaka : Cain Kuga
- Sur un concept de : Hajime Yatate
- Sur une idée originale de : Shin'ichirō Watanabe

La parution ayant débuté avant l'anime, on constatera que le character design est légèrement différent. De même, l'histoire ne suit pas celle de l'anime. Si elles se recoupent parfois, elles sont souvent distantes et se contredisent ponctuellement.

#### Cowboy Bebop
- Date de parution : 1998 à 2000
- Auteur : Hajime Yatate, Yutaka Nanten
- Mangaka : Yutaka Nanten
- Sur une idée de : Shin'ichirō Watanabe

Cette série développe des histoires ponctuelles se déroulant en parallèle à l'anime, mettant à jour de nouveaux personnages du passé de nos protagonistes et les emmenant dans de nouvelles chasses à prime

### Jeux vidéo
Deux adaptations vidéoludiques ont vu le jour, toutes deux éditées par Bandai. La première (Cowboy Bebop: Tsuitou no yakyoku (en)), à destination de la console PlayStation, est sortie en 1998 et seulement au Japon. Cowboy Bebop: Tsuioku no serenade (en) est la seconde adaptation. Elle a été développée par Banpresto, et est sortie le 25 août 2005 au Japon pour PlayStation 2.

### Jeu de société
Cowboy Bebop : Space Serenade est un jeu de société dans l'univers de l'animé, basé sur une mécanique de deckbuilding, créé par Johan Benvenuto et Florian Sirieix chez Don't Panic Games.

### Série en live-action
Une adaptation en prise de vues réelles est sortie le 19 novembre 2021 sur Netflix.

## Postérité
En 1998, Cowboy Bebop a reçu le prix de la meilleure série télévisée d'animation à l'Animation Kōbe.
En septembre 2004, le magazine d'origine japonaise Newtype USA a réalisé un sondage afin d'établir les « 25 meilleurs animes de tous les temps » ; Cowboy Bebop est arrivé deuxième, derrière Neon Genesis Evangelion.
La série a été la première série diffusée par la chaîne américaine Adult Swim, qui la rediffusera régulièrement pendant des années.

### Bases de données et dictionnaires
- (ja) Site officiel
- Ressource relative à la littérature :   - The Encyclopedia of Science Fiction
- Ressource relative à l'audiovisuel :   - IMDb